# Sicyos erostratus
Sicyos erostratus är en gurkväxtart som beskrevs av Harold St.John. Sicyos erostratus ingår i släktet hårgurkor, och familjen gurkväxter. Inga underarter finns listade i Catalogue of Life.